# Aras Özbiliz
Aras Özbiliz (armenisch Արաս Օզբիլիզ; * 9. März 1990 in Bakırköy, Istanbul, Türkei) ist ein armenisch-niederländischer Fußballspieler, der  aktuell beim Urartu unter Vertrag steht.

## Karriere

### Verein
Aras Özbiliz wuchs in den Niederlanden auf. Sein erster Verein war HVV Hollandia aus Hoorn in der Provinz Noord-Holland, etwas mehr als 40 Kilometer nördlich von Amsterdam entfernt. Es dauerte nicht lange, da wechselte Özbiliz in die Fußballschule von Ajax Amsterdam und durchlief dann sämtliche Nachwuchsmannschaften. Am 28. November 2010 folgte schließlich sein Profidebüt in der Eredivisie im Alter von 20 Jahren. In der Gruppenphase der UEFA Champions League kam Özbiliz nicht zum Einsatz, allerdings kam er dann zu seinen Einsätzen in der UEFA Europa League, in der Ajax als Gruppendritter „abstieg“ und wo die Amsterdamer im Achtelfinale gegen Spartak Moskau ausschieden. Zum Saisonende wurde er mit Ajax niederländischer Meister und stand zudem mit seinem Verein im Finale des KNVB-Beker, welches man gegen den FC Twente Enschede mit 2:3 nach Verlängerung verlor. Hierbei stand Öziliz im Kader, kam allerdings nicht zum Einsatz. Teile der Hinrunde der Saison 2011/12 verpasste er wegen Rückenproblemen. In der Gruppenphase der Königsklasse kam Özbiliz erneut nicht zum Einsatz und genau wie in der vorangegangenen Saison schied Ajax als Gruppendritter aus, woraufhin die Amsterdamer in der UEFA Europa League weiterspielten. Dort schied Ajax in der Zwischenrunde gegen das ebenfalls in der Gruppenphase der Champions League gescheiterte Manchester United aus, wobei der Spieler im Rückspiel im Old Trafford mit dem Treffer zum 1:1-Ausgleich sowie einer Vorlage zum 2:1-Siegtreffer zwei Torbeteiligungen verbuchen konnte. Auch im Jahr 2012 konnte Özbiliz mit Ajax den Gewinn der niederländischen Meisterschaft feiern, im KNVB-Beker schieden die Amsterdamer im Achtelfinale gegen AZ Alkmaar aus.
Im August 2012 wechselte er nach Russland zu FK Kuban Krasnodar. Dort erkämpfte sich Özbiliz einen Stammplatz als rechter Außenstürmer und trug mit neun Toren sowie vier Vorlagen zum vierten Platz des Vereins bei. Einige Zeit nach Beginn der Saison 2013/14 schloss er sich Spartak Moskau an und erkämpfte sich auch hier einen Platz in der Stammelf, wobei er auch hier hauptsächlich als rechter Außenstürmer eingesetzt wurde. Mit den Moskauern schied Özbiliz in der UEFA Europa League in den Play-offs gegen den FC St. Gallen aus, im Achtelfinale war der Drittligist FK Tosno Endstation. In der Spielzeit 2014/15 verpasste er die ganze Hinrunde sowie den Anfang der Hinrunde wegen eines Kreuzbandrisses.
In der Wintertransferperiode der Saison 2015/16 wechselte Özbiliz in sein Geburtsland zu Beşiktaş Istanbul und wurde nach Spanien an Rayo Vallecano verliehen; er kam für den Madrider Verein zu lediglich drei Einsätzen. Daraufhin folgte die Rückkehr zu Beşiktaş, für die er wettbewerbsübergreifend zu lediglich vier Einsätzen kam. Dabei wurde der Verein türkischer Meister. In der Winterpause der Saison 2017/18 wurde Özbiliz an den moldawischen Erstligisten Sheriff Tiraspol verliehen. Auch hier spielte er in lediglich vier Partien. Im August 2018 kehrte Özbiliz leihweise in die Niederlande zurück und schloss sich Willem II Tilburg an. Hier war er nicht immer Stammspieler und im April 2019 wurde er aus disziplinarischen Gründen suspendiert. 2019 verließ Özbiliz Beşiktaş endgültig und schloss sich dem armenischen Erstligisten FC Pjunik Jerewan an.

### Nationalmannschaft
Im Oktober 2011 bekam Özbiliz die armenische Staatsbürgerschaft und wurde dort als A-Nationalspieler vorgestellt. Am 29. Februar 2012 gab er dann in einem Testspiel gegen Kanada sein Debüt, wo er außerdem noch das Tor zum 3:1 in der 90. Minute erzielen konnte. In den folgenden sieben Jahren absolvierte er insgesamt 41 Partien und erzielte dabei sechs Treffer.

## Erfolge
- Niederländischer Meister: 2011, 2012
- Türkischer Meister: 2017
- Moldauischer Meister: 2018